# 小行星1521
小行星1521（1521 Seinajoki）是一颗围绕太阳公转的小行星。1938年10月22日，爾約·維薩拉在图尔库发现了此天体。
該小行星以芬蘭的城市塞伊奈約基命名。
这颗小行星的绝对星等为48.13826813259556等。